# Pays d'Othe
Pour les articles homonymes, voir Othe (homonymie).
Ne doit pas être confondu avec Pays d'Orthe.
Le pays d'Othe est une région naturelle de France de collines boisées faisant partie du Bassin parisien. Il s'agit d'un bloc crayeux qui s'étire sur 60 km de long  et 20 km de large.
Partagé administrativement entre les départements de l'Aube et de l'Yonne, s'étirant de la  Champagne-Ardenne à la Bourgogne, le pays d'Othe est une région à l'aspect original, qui s'interpose entre la Champagne crayeuse et la Champagne humide, et qui est délimitée par la Vanne. La forêt est présente sur plus de la moitié du territoire.
Outre ses aspects géographique et géologique, cet espace possède un patrimoine riche, notamment grâce à son cidre fruité et acidulé, ses halles, ses monuments religieux et avant tout le jubé en bois de la collégiale de l'Assomption-de-la-Vierge de Villemaur-sur-Vanne, certifié comme le plus important des six jubés restant en France.
À mi-chemin de Sens et Troyes, Aix-en-Othe est la petite « capitale » du pays d'Othe[réf. souhaitée].

## Géographie

### Localisation

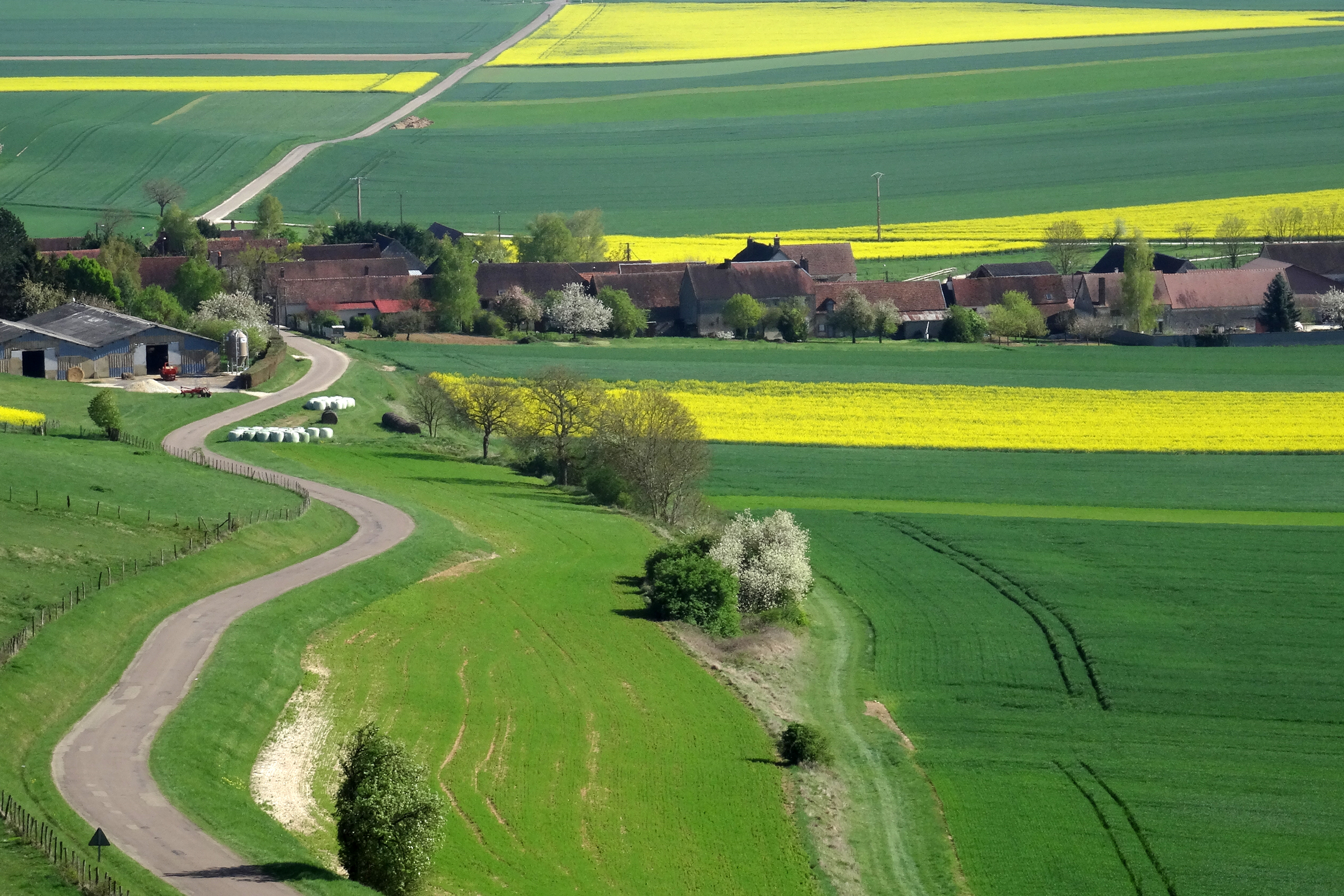
Paysage du pays d'Othe sur le hameau du Saudurand (Turny).

Le pays d'Othe est situé entre les communes de Joigny dans l'Yonne et Troyes dans l'Aube. Il est délimité au nord par la vallée de la Vanne, au sud par la nationale 77 et la départementale 943, et à l'ouest par la vallée de l'Yonne.

### Liste des communes
La région est composée des territoires suivants :
- Dans l'Aube : communes du Pays d'Othe Aixois et des Portes du Pays d'Othe + Sommeval soit 23 villes et villages ;
- Dans l'Yonne : communes de la communauté de communes de la Vanne + Communauté de communes du Jovinien + Paroy-en-Othe.

### Géologie et relief

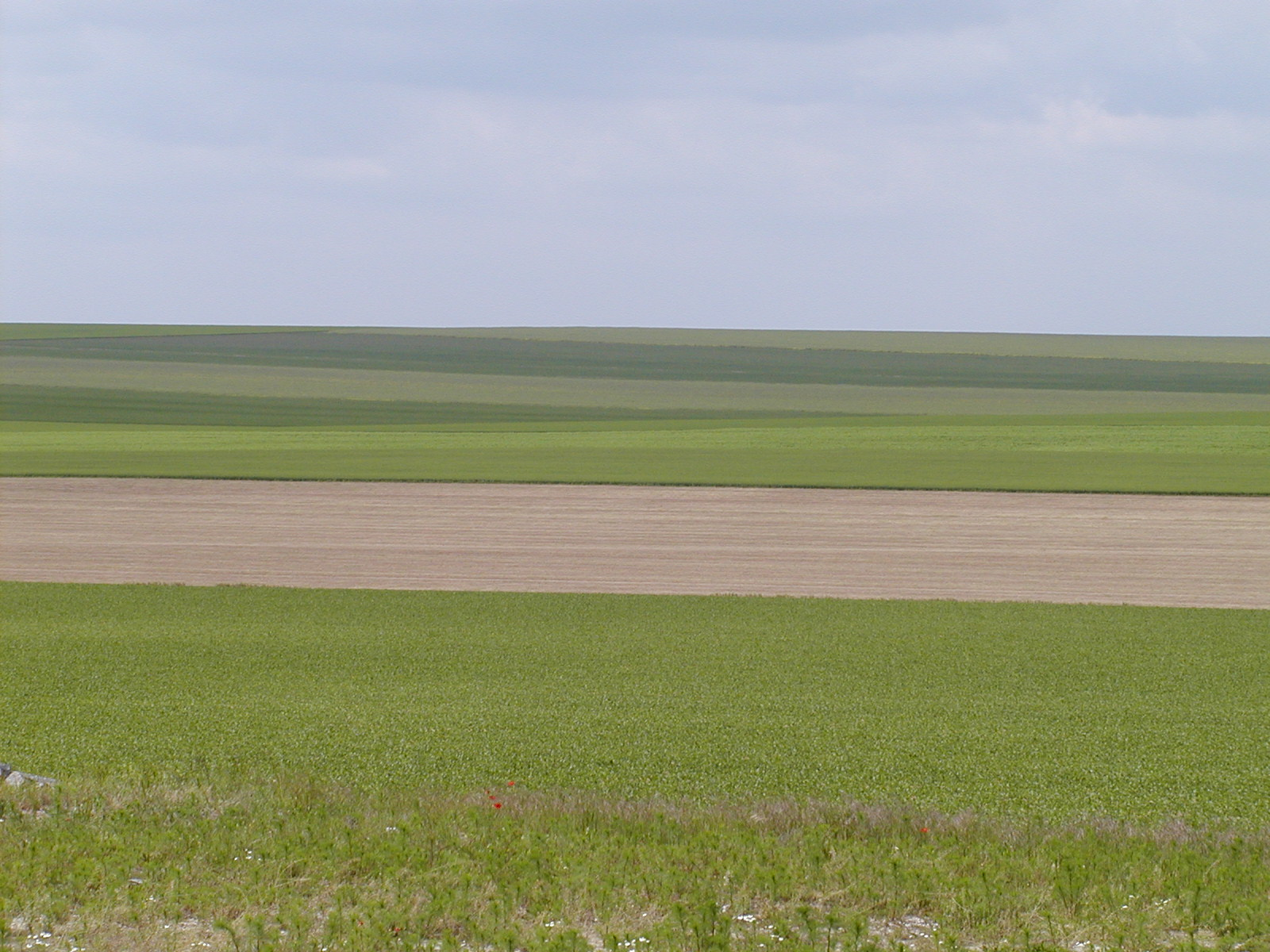
La Champagne crayeuse

Le pays d'Othe se situe entre la Champagne crayeuse et la Champagne humide sur un terrain d'assises crayeuses recouvert par des sables formés de débris de silex.
Le plateau possède une surface parfois très accidentée. L'érosion a profondément fouillé et sculpté le sol, qui est sillonné de vallons, de ravins et de fondrières. De place en place, sur les flancs crayeux des coteaux, s'ouvrent, de larges anfractuosités aux pentes rapides, évasées en forme de larges entonnoirs qui portent dans le pays le nom de crocs,. Au sud de la région, des niveaux crétacés supérieurs du Turonien apparaissent, formant la craie de Joigny, tandis que le Sénonien présente une craie dure voir noduleuse avec la formation de multiples silex profonds.
À l'entrée est, on retrouve les mêmes sols qu’en Champagne crayeuse, à savoir des terrains sédimentaires constitués principalement d’alluvions modernes et anciens où affleure une craie du crétacé supérieur formée à partir de restes calcaires de microorganismes planctoniques.
L'altitude moyenne du plateau est d'environ 200 m. C'est au sud de la Vanne, là où la puissance des assises crayeuses atteint son maximum, qu'on rencontre les sommets les plus élevés et en particulier sur la crête de la falaise qui borde le plateau. Ainsi l'altitude maximum atteint 288 m à Maraye-en-Othe, 280 m à Nogent-en-Othe et 271 m à Bœurs-en-Othe.

### Hydrographie

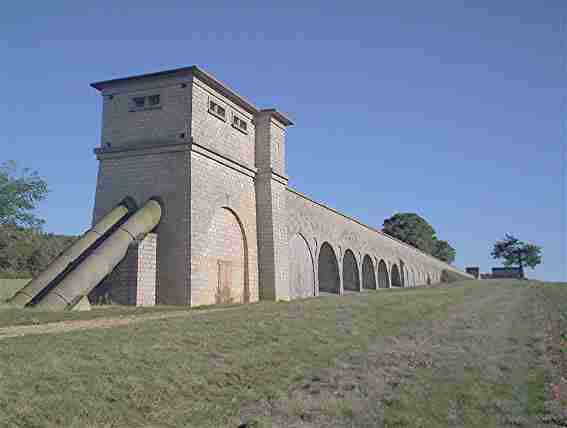
L'aqueduc de la Vanne

Le pays d'Othe est riche en sources avec la traversée de la Vanne. C'est dans la commune de Fontvannes que celle-ci prend sa source sous l’église. Cette rivière reçoit 16 petits affluents. Parmi ceux-ci l'Ancre, longue de 16 km, est née entre Bercenay-en-Othe et Maraye-en-Othe et se jette en rive gauche à Estissac. La Nosle, longue de 13,4 km, baigne le chef-lieu de la région naturelle. Elle se jette dans la Vanne en rive gauche à Villemaur-sur-Vanne et est situé dans la commune de Saint-Mards-en-Othe. Le Bétrot long de 8,2 km prend sa source à Dierrey-Saint-Pierre et se jette dans la Vanne dans la commune d'Estissac. Les sources de la Bouillarde, du Chigy et du Cerilly (du bois de Sévy à Bœurs-en-Othe) sont dotées d'une branche de l'aqueduc de la Vanne qui, longeant son flanc gauche, recueille l'eau de diverses sources pour l'acheminer vers Paris.
À Paisy-Cosdon, un lac est installé depuis 1982. Ce plan d'eau d'une superficie de 7,5 ha est aujourd'hui l'un des espaces touristiques de la région.

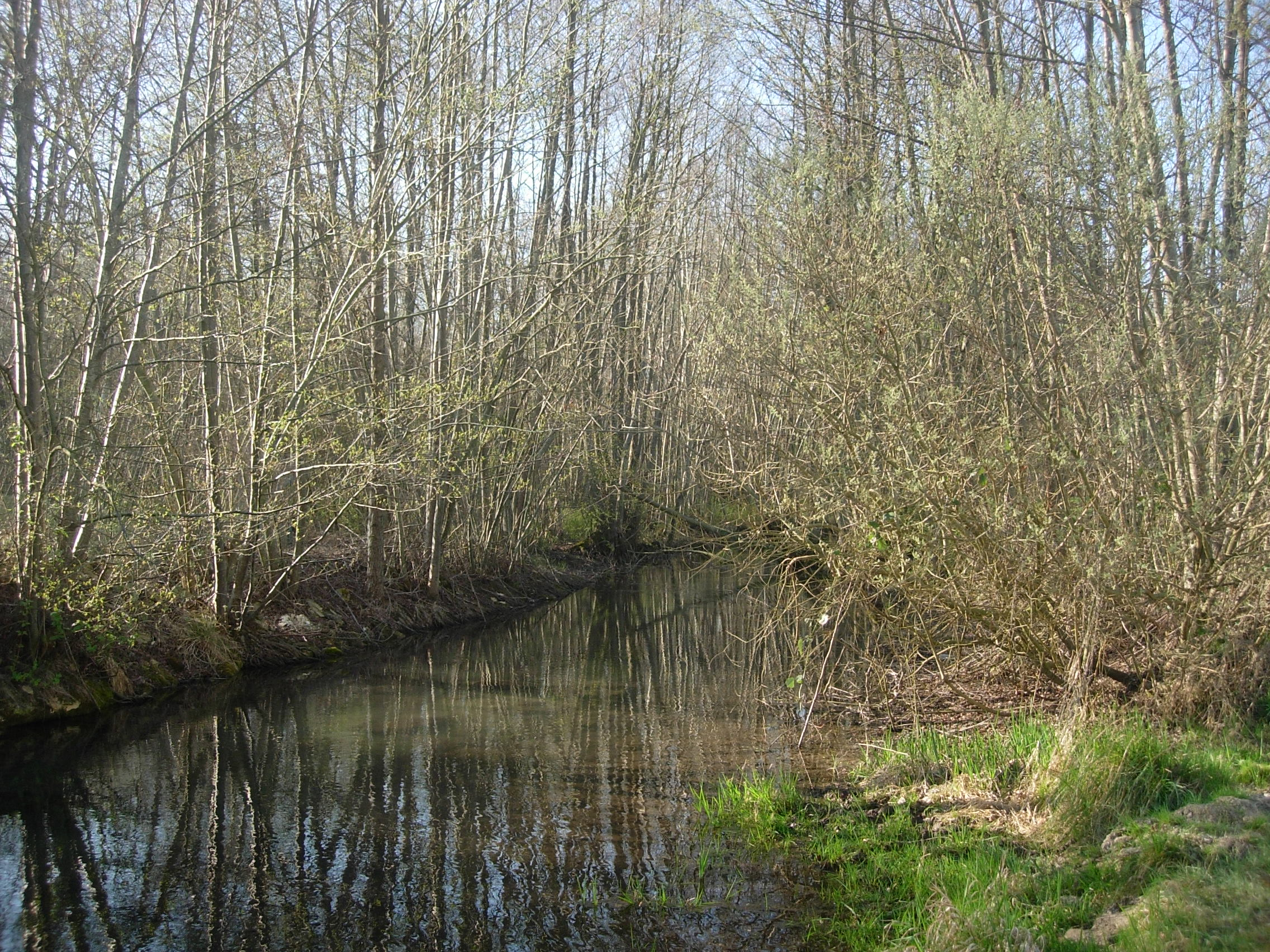
Le Bétrot à Estissac
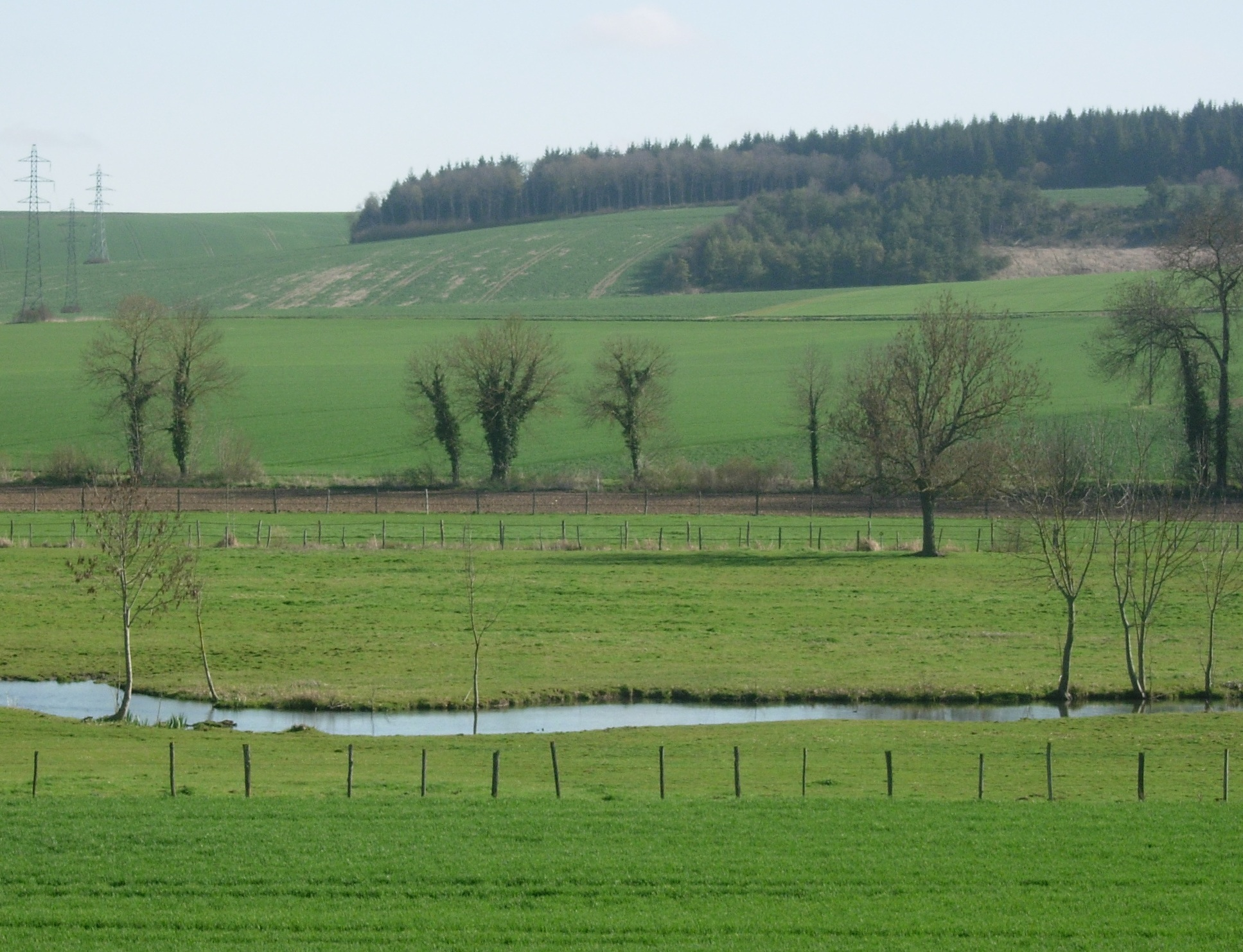
L'Ancre à Thuisy
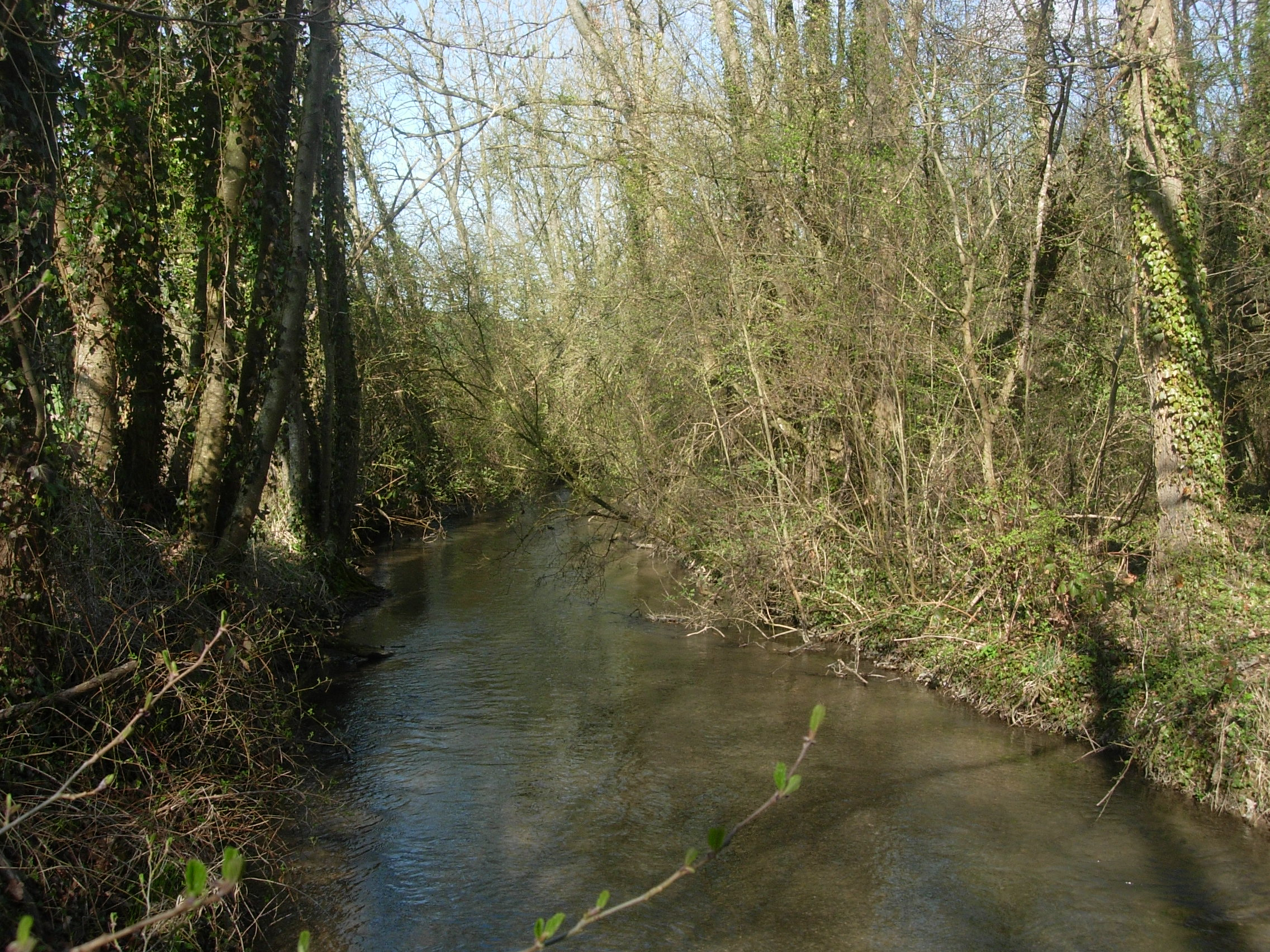
L'Ancre à Thuisy
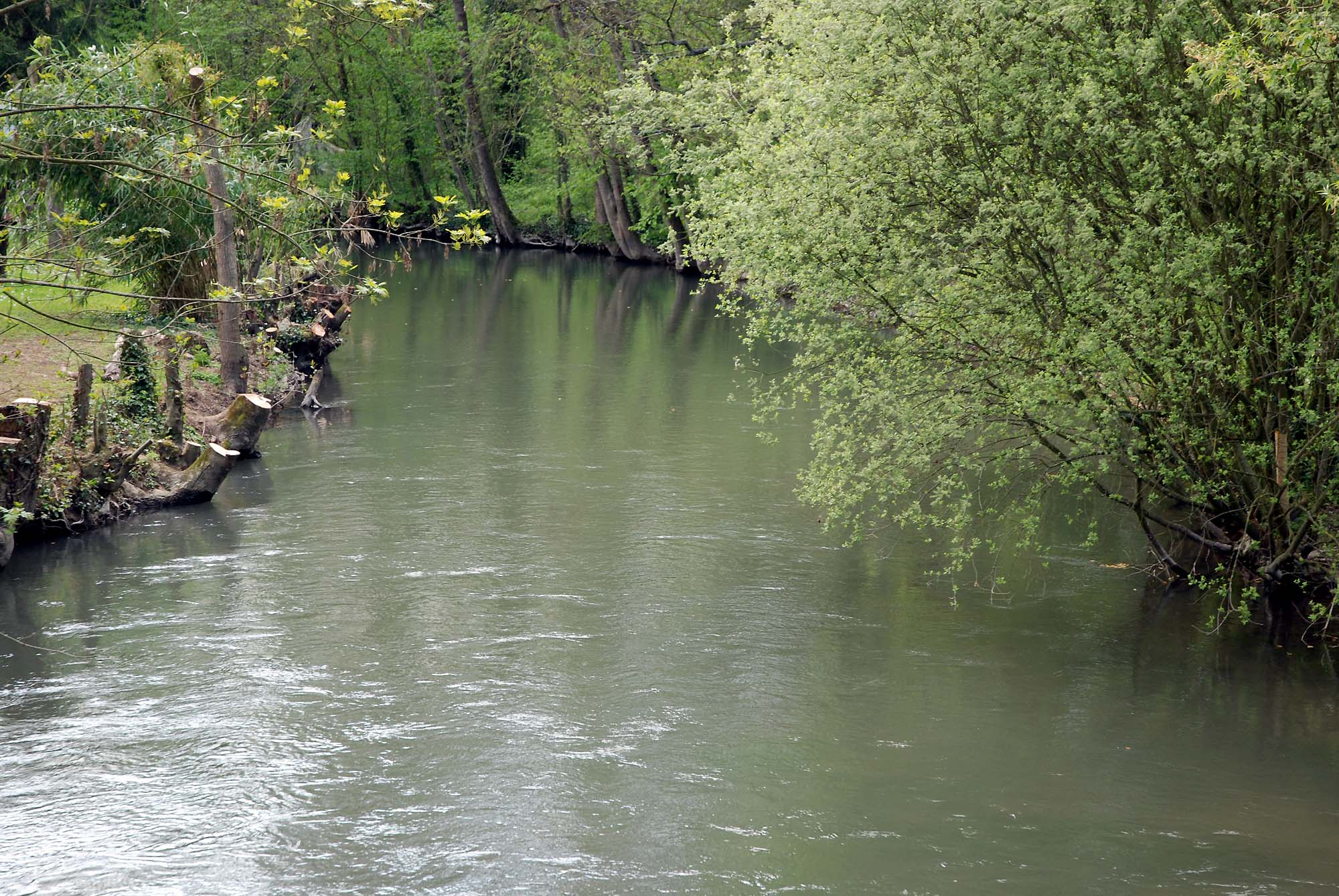
La Vanne à Bagneaux

### Forêt
La Forêt d'Othe, vallonnée et verdoyante, est constituée essentiellement de feuillus durs, à une altitude moyenne de 236 m. Elle couvre environ la moitié de la surface du Pays d'Othe, le reste étant constitué de cultures, de vergers, de sources, de ruisseaux et parsemé d'une vingtaine de petites communes.

### Climat
Le climat du pays d’Othe est océanique dégradé et proche de celui de Paris.
La température moyenne est environ de 10 à 11 °C et est exposée aux gelées prématurées de l'automne et tardives du printemps. Les moyennes annuelles des précipitations sont fixées entre 600 et 700 mm ce qui représente 137 jours de l'année. Cette pluviosité varie selon les différentes altitudes. Ainsi, le taux de précipitations peut atteindre 900 mm sur les parties les plus hautes. Les vents proviennent principalement de l’Ouest et du Sud-Ouest. Les gelées restent importantes avec une moyenne de 70 à 75 jours par an.
La station météorologique la plus proche est celle de la commune de Barberey-Saint-Sulpice. Elle sert de référence pour les données climatiques du tableau ci-dessous :
| Mois                                  | jan.       | fév.      | mars       | avril     | mai       | juin      | jui.      | août      | sep.      | oct.      | nov.       | déc.     | année      |
| ------------------------------------- | ---------- | --------- | ---------- | --------- | --------- | --------- | --------- | --------- | --------- | --------- | ---------- | -------- | ---------- |
| Température minimale moyenne (°C)     | 0          | 0         | 2          | 4         | 8         | 11        | 13        | 12        | 10        | 7         | 3          | 2        | 6          |
| Température moyenne (°C)              | 3          | 3,5       | 7          | 9,5       | 13,5      | 16,5      | 19        | 18,5      | 15,5      | 11,5      | 6,5        | 4,5      | 10,7       |
| Température maximale moyenne (°C)     | 6          | 7         | 12         | 15        | 19        | 22        | 25        | 25        | 21        | 16        | 10         | 7        | 15,4       |
| Record de froid (°C) date du record   | −25,2 1971 | −25 1956  | −15,4 2005 | −6,2 2003 | −3,5 1957 | 0,4 1991  | 1,6 1962  | 1,1 1966  | −1,9 1972 | −7 1985   | −11,1 1998 | −21 1970 | −25,2 1971 |
| Record de chaleur (°C) date du record | 16,2 2002  | 20,4 1990 | 23,7 2004  | 27,8 2005 | 31 2005   | 36,7 2011 | 36,6 1995 | 40,6 2003 | 31,1 1987 | 30,3 1985 | 22,5 1994  | 19 1985  | 40,6 2003  |
| Précipitations (mm)                   | 34,2       | 30,1      | 28,7       | 35        | 36,4      | 34,7      | 36,7      | 31,1      | 34,4      | 41,9      | 37,2       | 38,4     | 34,9       |
| Relevé pluviométrique en 2006 (mm)    | 111,6      | 52,4      | 68,8       | 18,2      | 79        | 20,2      | 82,6      | 113,2     | 15,6      | 67,4      | 40,2       | 43,6     | 712,8      |
| Relevé pluviométrique en 2007 (mm)    | 24         | 65,4      | 57         | 1         | 52        | 51,4      | 75,6      | 89,2      | 45,8      | 21,6      | 41,8       | 48,8     | 573,6      |
| Relevé pluviométrique en 2008 (mm)    | 53,4       | 50,8      | 69,2       | 76,8      | 69        | 50,8      | 48,8      | 53,6      | 35,6      | 50,6      | 27,2       | 31,4     | 617,2      |
| Relevé pluviométrique en 2009 (mm)    | 33,4       | 26,6      | 32         | 70,2      | 43,4      | 67,8      | 96,8      | 17,8      | 31,8      | 22,8      | 64,6       | 66       | 573,2      |

| Diagramme climatique                                  |        |         |       |         |          |          |          |          |         |         |        |
| J                                                     | F      | M       | A     | M       | J        | J        | A        | S        | O       | N       | D      |
| 6034,2                                                | 7030,1 | 12228,7 | 15435 | 19836,4 | 221134,7 | 251336,7 | 251231,1 | 211034,4 | 16741,9 | 10337,2 | 7238,4 |
| Moyennes : • Temp. maxi et mini °C • Précipitation mm |        |         |       |         |          |          |          |          |         |         |        |

### Voies de communication et transports
La construction de la Ligne d'Orléans à Châlons en 1873 a permis au pays d'Othe d'être en rapport direct avec Paris via Sens. Le transport des passagers a depuis cessé en 1938 et aujourd’hui, la voie ferrée ne subsiste plus que de Troyes à Villeneuve-l’Archevêque sans aucune exploitation de celle-ci.
Par la route, le pays d'Othe est accessible par l'autoroute A5 avec les sorties Sens, Villeneuve-l'Archevêque et Troyes-Ouest, par l'autoroute A6 avec les sorties Joigny et Auxerre-Nord et par les nationales 6, 60 et 77 qui entourent le pays.

## Toponymie
Le pays d'Othe est mentionné  sous les formes Utta, Otta XIIe siècle, Othe.
La racine ut / ot préceltique [?] est sans doute liée au caractère forestier, puisqu'on la trouve également dans le nom du pays d'Ouche, appelé Utica dans l'antiquité, ancienne région boisée, suivie du suffixe gaulois *-ika qui permet la substantivation.
L'élément ot se retrouve encore dans l'ancienne paroisse d'O (Orne, Oth 1100) et Othe (Meurthe-et-Moselle, Othe 1277).
Cependant, il faut noter que l’historien Théophile Boutiot dit dans son histoire de la ville de Troyes publiée en 1870 que le nom Othe viendrait du mot celtique « odyn », fourneau, fournaise, forge, peut-être par extension et avec plus de vérité : minerai de fer.

## Histoire
À l'époque des agriculteurs sédentaires, le pays d'Othe est peuplé de communautés villageoises encore mal connues, si ce n'est par les nombreuses pièces en silex récoltées en surface des champs, comme les haches polies.
Entre 1227 et 1234, les Templiers fondent la commanderie de Coulours dans le pays d'Othe icaunais. C'est la plus importante de l'Ordre. Elle est reliée à Payns par la route templière qui passe notamment à Rigny-le-Ferron et Villemaur-sur-Vanne.
Au XVIe siècle le protestantisme s'implante dans la région et provoque les luttes fratricides de la Réforme protestante.
À la création des départements en 1791, le pays d'Othe a été divisé en deux entités situées de part et d'autre d'une ligne Sormery-Vulaines : à l'Est, le pays d'Othe aubois ; à l'Ouest, le pays d'Othe icaunais.
Aujourd'hui, profitant de ces richesses naturelles, le tourisme se développe autour des chemins de randonnée et des divers sites touristiques du pays.

### Métallurgie du fer
L'extraction et le travail du fer sont largement pratiqués dans la forêt d'Othe pendant l'Antiquité romaine et le bas Moyen Âge,.
Le comte de Champagne Henri le libéral en fait la promotion au milieu du XIIe siècle et des moines cisterciens obtiennent des seigneurs des chartes de donations de bois pour alimenter bas et hauts-fourneaux[réf. nécessaire]. Deux forges comtales sont installées en 1372. La commune de Rigny-le-Ferron et le hameau du Mineroy ont conservé dans leur nom le souvenir de cette activité.

## Architecture
Les types d’architectures utilisées pour la construction des maisons varient au fil des années : 
- Avant le XIXe siècle, les habitants du pays d'Othe n’utilisent que des maisons à colombages ou de simples chaumières ;
- Avec les hausses de population au milieu du XIXe siècle, des longères font leur apparition sur le territoire ;
- Les premières maisons sans étage apparaissent dès 1850, puis les maisons à étage à la fin du XIXe siècle ;
- Pendant la révolution industrielle, les ouvriers furent logés dans des maisons spécialisées ;
- Aujourd'hui, les façades des maisons traditionnelles sont en briques ornées de frises et de dessins géométriques.

## Économie

### Agriculture et sylviculture

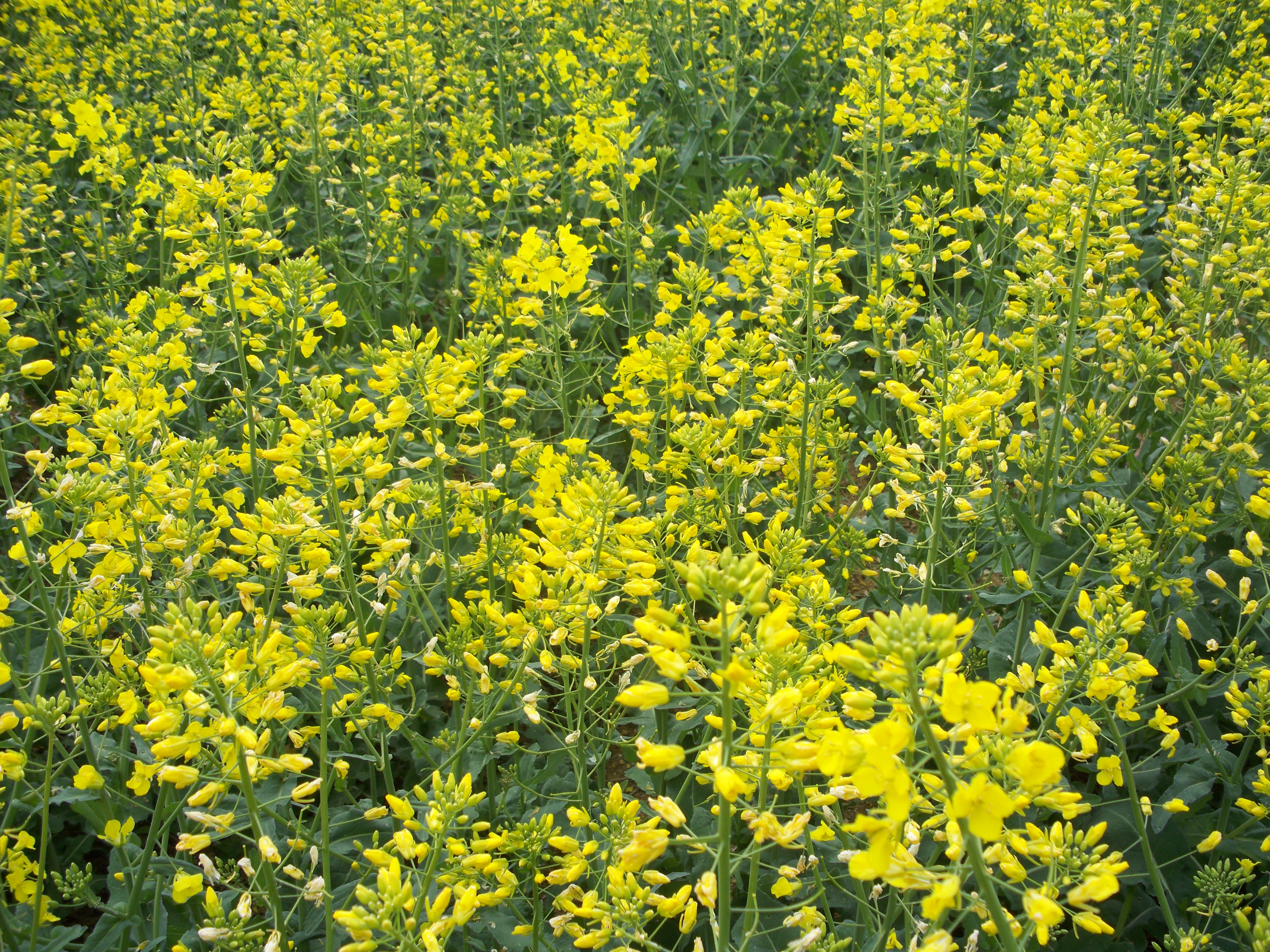
Un champ de colza vers Prugny

Du fait de sa situation géographique, l'activité agricole est organisée autour de la culture des céréales. On retrouve ainsi de nombreux champs de blé, de maïs, de colza et de tournesols. Une huile vierge de colza porte le nom de la région naturelle. L'agriculture se remarque également par la culture des pommes en vue de la production de cidres et de jus.
La sylviculture est marquée principalement par les entretiens et nettoyages en forêt d'Othe, notamment le sciage du bois.

### Industrie
Au Néolithique, la région est réputée pour les traces des premières activités minières consacrées à l'extraction du silex. Le "complexe minier du pays d'Othe" est constitué de plusieurs mines repérées ou fouillées sur les communes d'Estissac, Mesnil-Saint-Loup, Pâlis et Villemaur-sur-Vanne. Les populations néolithiques des 4e-3e millénaires avant notre ère extrayaient les blocs de silex en creusant des fosses ou des puits et ensuite transformaient ceux-ci en lames de hache. Ces dernières étaient ensuite polies sur des pierres en grès, comme le polissoir encore conservé dit la pierre aux Dix Doigts sur la commune de Villemaur-sur-Vanne.
Par la suite, l’industrie du textile était très présente de la fin du XVIIIe siècle jusqu'au début du XIXe siècle. La bonneterie prend le relais du tissage qui décline et avec la révolution industrielle, la bonneterie se développe sur tout le secteur. Cela engendre deux structures qui cohabitent : d'abord les petits ateliers indépendants, ensuite les usines établies dans les centres bourgeois qui font travailler à domicile des ouvriers paysans possédant un métier. À la suite de la longue crise du textile, le pays a dû diversifier son tissu économique. L'élan est donné par les services grâce à la forêt d'Othe qui a joué un rôle économique important autour des marchands de bois, des bûcherons, des charbonniers.

## Patrimoine et société

### Monuments et lieux touristiques

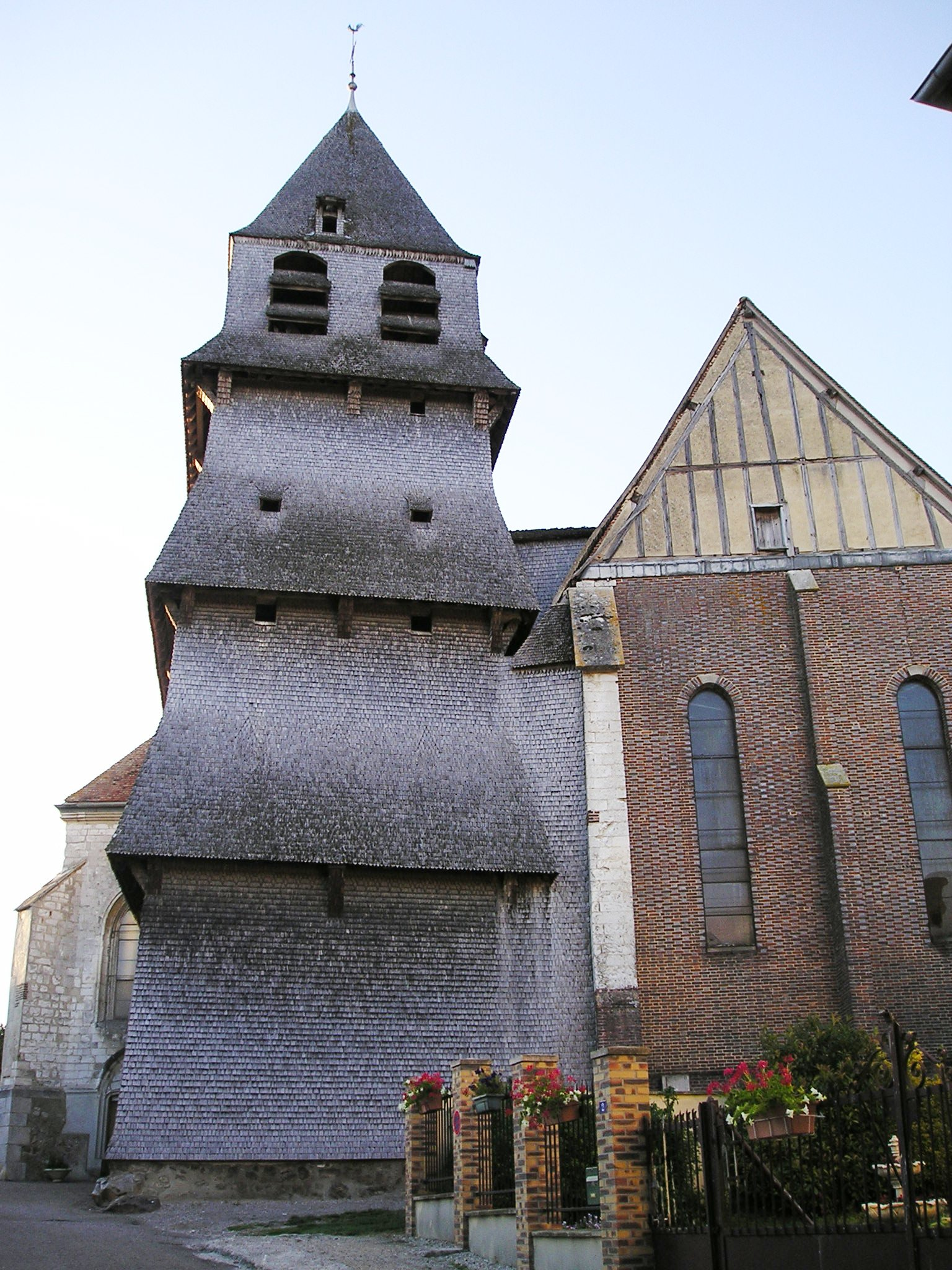
La collégiale Notre-Dame de Villemaur-sur-Vanne

Le jubé en bois du XVIe siècle à la collégiale Notre-Dame de Villemaur-sur-Vanne est considéré comme le plus riche et le plus important des six tribunes restantes en France. Il a été sculpté en 1521 et représente des scènes de la Passion du Christ et de la vie de la Vierge Marie. Les autres églises du pays d'Othe sont également sources de remarquables vitraux et verrières (ainsi Villemoiron-en-Othe)

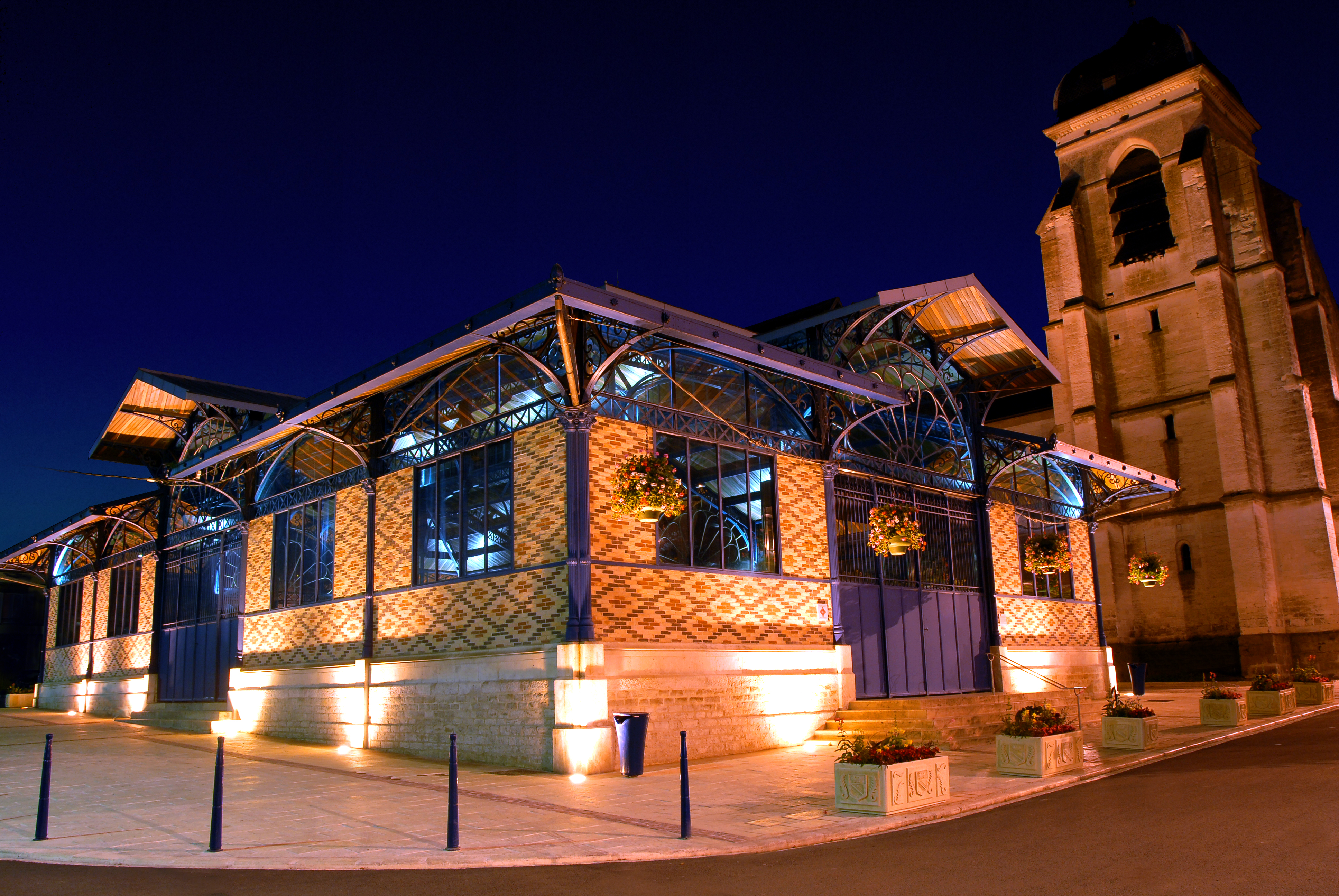
La halle de style Baltard à Aix-en-Othe

Les communes d'Aix-en-Othe et d'Estissac disposent de halles où se tiennent les marchés. Celle de la capitale a été bâtie selon le style Baltard en 1889 puis restaurée en 1997 et fait partie des 100 plus beaux marchés de France. La halle d'Estissac a elle été construite durant le XVIIe siècle et est inscrite dans la liste des monuments historiques depuis 1990.
À Neuville-sur-Vanne, une stèle est érigée en 1975 à la mémoire de Paul de Chomedey, cofondateur de Montréal par le comité Chomedey de Maisonneuve, inaugurée le 22 juin 1975.

### Musées
Le pays d'Othe dispose de musées consacrés à des domaines variés. Parmi eux, Le musée de la Mémoire Paysanne à Estissac rassemble des appareils et outils issus de l'ancien temps du monde agricole comme des labours, des lieuses, des moissonneuse-lieuses ou des semoirs. Les musées du Cidre de Eaux-Puiseaux et de Vaudeurs font découvrir les différentes étapes de la fabrication de cette boisson et rassemblent les pressoirs des différentes époques ainsi que des alambics et des machines pour la distillation. Le musée de la Grange à Janou de Cerisiers propose un grand nombre de poupées, automates et autres jouets miniatures de l’ancien temps ainsi que des gravures sur l’architecture. Enfin, plusieurs musées sont consacrés à l’histoire du monde agricole à Estissac et à Maraye-en-Othe.

### Gastronomie
Le territoire est notamment connu pour son cidre fruité et acidulé, ce qui fait son originalité par rapport aux recettes des régions Bretagne et de Normandie. Il est élaboré depuis le XVIe siècle à partir des 50 000 pommiers que compte la région, permettant ainsi la production de près de 100 000 bouteilles tous les ans. Les variétés de pommes les plus utilisés sont l’Avrolle, le Nez Plat, le Verollot et le Nez de chat,,. Un projet d’AOC a été retenu et déposé en 2000. À Eaux-Puiseaux, ce cidre brut et son ratafia ont été recomposées par le concours général agricole qui a décerné une médaille de bronze à une ferme cidricole. Des producteurs ont récemment fait du cidre « en méthode champenoise » : on ajoute au cidre des levures qui provoquent une prise de mousse, technique utilisée pour produire le champagne. Le jus de pomme du Pays d’Othe suit la même lancée et est fabriqué à partir du pressurage des pommes à cidre.
La plupart des communes de cette région naturelle possèdent un ou plusieurs labels d'appellation d'origine contrôlée grâce à deux fromages au lait crus (le brie de Meaux et le brie de Melun) et au Chaource.

### Festivités
Depuis 1991, la région accueille le Festival en Othe. Cette manifestation annuelle de musique contemporaine a lieu durant tous les mois de juillet à Aix-en-Othe. Depuis sa création, elle a vu défiler la plupart des stars de la chanson française
ainsi que des nouveaux talents.
Cette liste non exhaustive, classée par mois, présente les principales manifestations culturelles et festivités du pays d'Othe :
- Mai : Foire aux vins - Fête du Bois
- Juin : fête de la musique et de la Saint-Jean - La Trans'foret d'Othe - Fête du jumelage du Pays d’Othe
- Juillet et août : Festival en Othe - Fête du Cochon
- Septembre : Fête du Cidre
- Octobre : Fête de la Pomme
- Novembre : Foire de Sainte Catherine
- Décembre : Marchés de Noël

### Initiatives culturelles récentes
Augustin Bécard comédien et Thomas Amblard, coordinateur de l'association e-graine montent « À quoi rêve le Pays d'Othe ? » Ils photographient deux cents habitants du Pays d'Othe, qui leur racontent leurs souhaits, leurs rêves, puis ils exposent leurs portraits dans les lavoir l'été, et les rassemblent à Chennegy

### Personnalités liées au Pays d'Othe
- Gabriel Groley, journaliste, historien et conteur
- André Gorz, philosophe

### Sentiers de randonnées
Le Sentier de grande randonnée 2 passe par les Grandes Vallées et les communes de Vauchassis, Aix-en-Othe et Rigny-le-Ferron.

## Faune

### Amphibiens
On retrouve les amphibiens dans les parties les plus humides de la forêt d'Othe. Ils sont représentés par la salamandre tachetée, le triton alpestre (inscrit dans le livre rouge de la faune menacée en France), le triton helvétique, ainsi que par les crapauds, la grenouille agile, la grenouille verte et la grenouille rousse.

### Reptiles
On trouve le lézard des souches, le lézard vert et la coronelle lisse (coronella austriaca) sur les coteaux bien exposés.

### Avifaune

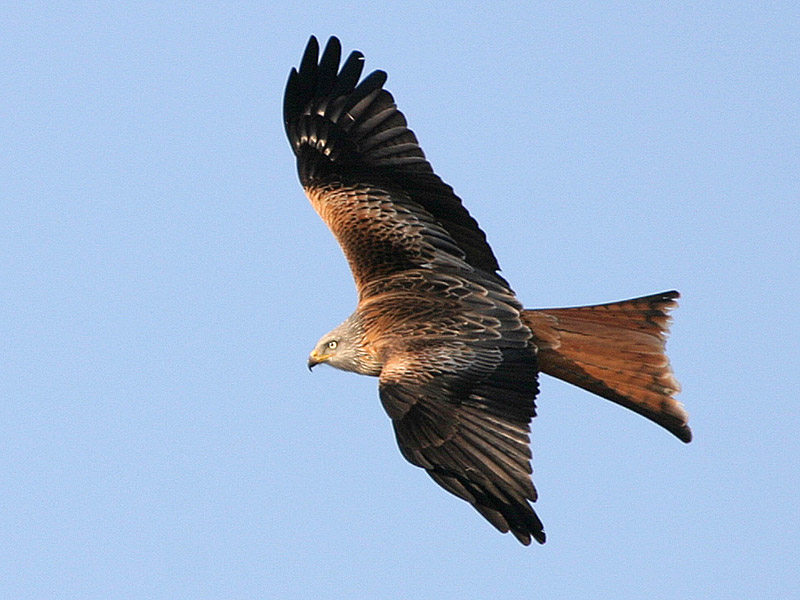
Un milan royal en plein vol

La diversité d'espèces d'oiseaux est importante. Dans la partie de la forêt d'Othe située dans le département de l'Aube par exemple, 88 espèces différentes ont été observées. Onze d'entre elles font partie de la liste rouge des oiseaux nicheurs menacés de Champagne-Ardenne : le pouillot de Bonelli, l'alouette lulu, le bruant zizi et l'engoulevent d'Europe se retrouvent dans les lieux secs et ensoleillés, le pigeon colombin, le faucon hobereau et le pic mar dans les boisements. La pie-grièche écorcheur, la pie-grièche grise, la huppe fasciée et le tarier d'Europe se rencontrent plutôt dans les milieux ouverts et bocagers de bordure.
D'autres espèces plus communes, non menacées, fréquentent également la zone de la forêt d'Othe : dans les milieux ouverts et broussailleux de bordure de la forêt, on peut voir 
la linotte mélodieuse, le bouvreuil, l'alouette des champs, le bruant proyer, le bruant jaune, le pipit des arbres. Dans les bois on rencontre de nombreux pics (pic vert, pic noir, pic épeiche, pic épeichette), des mésanges (charbonnière, nonnette, bleue, noire, boréale, huppée), des fauvettes (fauvette des jardins, fauvette à tête noire et fauvette grisette). On trouve aussi des pouillots (pouillot fitis dans les milieux semi-ouverts, pouillot véloce et pouillot siffleur), ainsi que la bécasse des bois, la sittelle torchepot, le troglodyte mignon, le grimpereau des jardins, l'accenteur mouchet, le gros-bec casse-noyaux, etc.
De nombreux rapaces survolent la forêt à la recherche de proies pour se nourrir et de lieu de nidification, comme la bondrée apivore, le milan royal, l'autour des palombes, l'épervier d'Europe, le faucon crécerelle et la buse variable.

### Mammifères

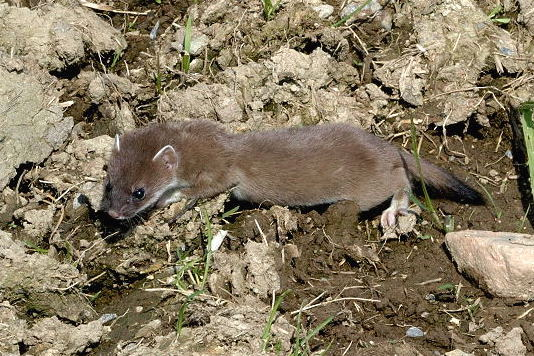
L'hermine est présente en forêt d'Othe

Dans la ZNIEFF champenoise appelée Forêt d'Othe et ses abords, on trouve deux endroits d'hibernation de chauves-souris, le premier au niveau de la source dite Fontaine du Crot du Doux sur la commune de Bouilly, et le second dans les anciennes carrières de silex des Sonneries à Javernant. Ces deux sites accueillent cinq espèces de chauves-souris : le petit rhinolophe, le grand rhinolophe, le vespertilion de Bechstein, le vespertilion à moustaches et l'oreillard commun. Ces espèces sont en forte régression tant en France qu'en Europe, et sont protégées en France depuis 1981. Elles sont inscrites à l'annexe II de la convention de Berne. Les trois premières espèces citées figurent également aux annexes II et IV de la directive Habitats et dans le livre rouge de la faune menacée en France.
Ces deux sites constituent un des sites d'hibernation les plus importants pour le vespertilion de Bechstein dans tout le nord-est de la France. Les anciennes carrières de silex représentent le seul site connu dans le pays d'Othe pour l'hibernation, le passage et la reproduction des deux espèces de rhinolophes.
Parmi les autres mammifères présents dans la forêt d'Othe, il faut citer le chevreuil, le  cerf et le sanglier, ainsi que certains carnivores tels le renard, le chat sauvage, la belette, la martre, l'hermine, et le putois.